# Овація (премія)
«Овація» — національна російська музична премія в галузі видовищ і популярної музики.
Вважається російським аналогом зарубіжних музичних премій — американської «Grammy» і британської «Brit Awards». Вперше церемонія вручення премії «Овація» відбулося в 1992, а ініціатором її установи став бізнесмен Григорій Кузнєцов.
Церемонія вручення премії — статуетки, що зображає пару аплодують рук — проходить щорічно (крім 1993, 2003—2007 р) в ГЦКЗ «Росія» або в Державному Кремлівському палаці. Спочатку переможців пропонувалося визначати самим глядачам: будь-який з них міг придбати спеціальну картку, заповнити її та надіслати організатором. Однак такий спосіб допоміг виявити переможців лише на першій церемонії в 1992. У всіх наступних «Овація» переможці визначалися спеціальним журі — Вищої академічної комісією, до складу якої входять діячі шоу-бізнесу, журналісти, представники культури.
Статуетки «Овація» вручаються по декількох десятках номінацій, у тому числі «Соліст року», «Композитор року», «Найкращий концертний альбом», «Найкращий вокальний дебют року» і т. Д. Вручаються також спеціальні премії — «Жива легенда», «За особливий внесок у розвиток вітчизняної культури»

## Жива Легенда
- 1994 — Алла Пугачова
- 1995 — Йосип Кобзон
- 1996 — Едіта П'єха
- 1998 — Махмуд Есамбаєв
- 1999 — Валерій Лео́нтьєв
- 2000 — Юрій Антонов
- 2001 — Ігор Моїсєєв
- 2002 — Олекса́ндра Па́хмутова